# 1-فوسفاتيديل إينوزيتول-4،5-ثنائي فوسفات فوسفو ثنائي إستراز أبسلون-1
1-فوسفاتيديل إينوزيتول - 4,5-ثنائي فوسفات فوسفو ثنائي إستراز أبسلون-1 (بالإنجليزية: 1-Phosphatidylinositol-4,5-bisphosphate phosphodiesterase epsilon-1)‏ هو إنزيم موجود عند الإنسان مشفر بالمورثة PLCE1.